# Бестшинник
Бестшинник (пол. Biestrzynnik, нім. Ringwalde) — село в Польщі, у гміні Озімек Опольського повіту Опольського воєводства.
Населення — 685 осіб (2011).

## Демографія
Демографічна структура станом на 31 березня 2011 року:
|          | Загалом | Допрацездатний вік | Працездатний вік | Постпрацездатний вік |
| -------- | ------- | ------------------ | ---------------- | -------------------- |
| Чоловіки | 334     | 45                 | 245              | 44                   |
| Жінки    | 351     | 45                 | 229              | 77                   |
| Разом    | 685     | 90                 | 474              | 121                  |